# David Morelli
David Morelli (né le 4 janvier 1983 à Vernon, dans la province de la Colombie-Britannique au Canada) est un joueur professionnel canadien de hockey sur glace.

## Carrière de joueur
Après quatre saisons passées avec les Mavericks de Nebraska-Omaha de la NCAA, il se joint au Jackals d'Elmira de la United Hockey League pour y commencer sa carrière professionnelle. Au cours de l'été 2007, il signa un contrat pour ce joindre au Rage de Rocky Mountain de la Ligue centrale de hockey.

## Statistiques en carrière
| Saison    | Équipe                      | Ligue |    | Saison régulière | Saison régulière | Saison régulière | Saison régulière | Saison régulière |   | Séries éliminatoires | Séries éliminatoires | Séries éliminatoires | Séries éliminatoires | Séries éliminatoires |
| Saison    | Équipe                      | Ligue | PJ | B                | A                | Pts              | Pun              | PJ               | B | A                    | Pts                  | Pun                  |                      |                      |
| 2000-2001 | Vipers de Vernon            | LHCB  | 57 | 21               | 25               | 46               | 28               | -                | - | -                    | -                    | -                    |                      |                      |
| 2001-2002 | Vipers de Vernon            | LHCB  |    |                  |                  |                  |                  |                  |   |                      |                      |                      |                      |                      |
| 2002-2003 | Mavericks de Nebraska-Omaha | NCAA  | 30 | 1                | 2                | 3                | 28               | -                | - | -                    | -                    | -                    |                      |                      |
| 2003-2004 | Mavericks de Nebraska-Omaha | NCAA  | 34 | 5                | 6                | 11               | 16               | -                | - | -                    | -                    | -                    |                      |                      |
| 2004-2005 | Mavericks de Nebraska-Omaha | NCAA  | 5  | 0                | 1                | 1                | 2                | -                | - | -                    | -                    | -                    |                      |                      |
| 2005-2006 | Mavericks de Nebraska-Omaha | NCAA  | 2  | 0                | 1                | 1                | 0                | -                | - | -                    | -                    | -                    |                      |                      |
| 2006-2007 | Jackals d'Elmira            | UHL   | 74 | 16               | 26               | 42               | 62               | -                | - | -                    | -                    | -                    |                      |                      |
| 2007-2008 | Rage de Rocky Mountain      | LCH   | 63 | 14               | 13               | 27               | 52               | -                | - | -                    | -                    | -                    |                      |                      |
| 2008-2009 | Rage de Rocky Mountain      | LCH   | 63 | 21               | 30               | 51               | 42               | 3                | 1 | 2                    | 3                    | 0                    |                      |                      |